# Grandi Horrea
I Grand Horrea (II,IX,7) sono magazzini per lo stoccaggio del grano, che si trovavano nella regio II della città romana di Ostia.

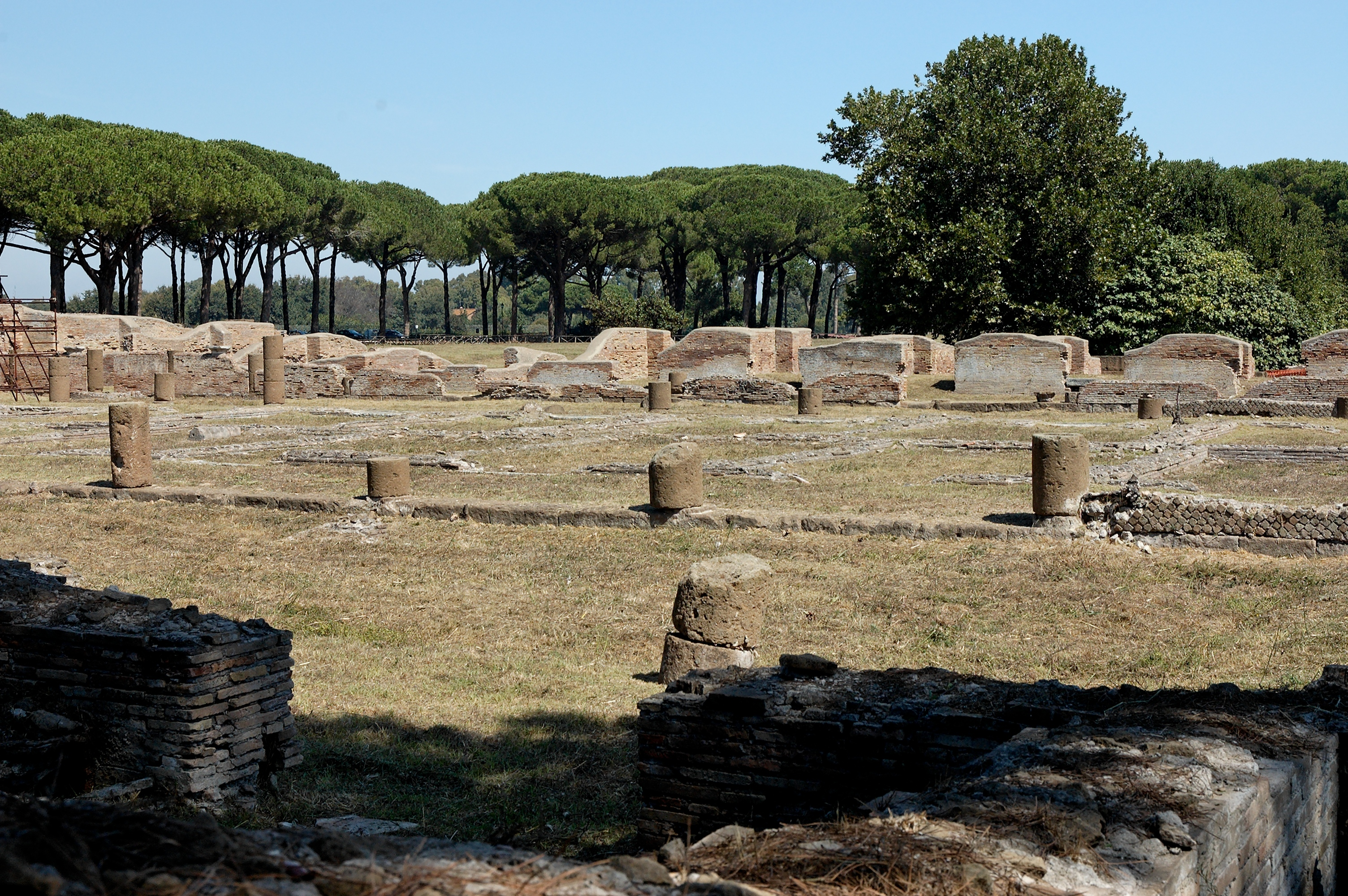
I resti dei magazzini

## Descrizione
Questi magazzini, il più grande edificio commerciale di Ostia, si trovano poco distanti dalle  banchine sul Tevere a nord, confinando a sud ed est con un grande porticato, ed ad ovest con Caseggiato dei Molini (I,III,1). Si sviluppavano intorno ad un ampio cortile porticato, ai cui lati  erano disposti gli ambienti per il deposito del grano.
Il pessimo stato di conservazione dell'edificio, la cui costruzione iniziò durante il regno di Claudio, è in netto contrasto con la sua importanza; molti dei grandi blocchi di tufo del muro esterno occidentale e orientale furono riutilizzati nel Casone del Sale, sede del Museo archeologico ostiense, costruito nella seconda metà del XVI secolo, e nell'edificio sono state trovate due fornaci da calce. La facciata orientale fu dissotterrata da Rodolfo Lanciani nel 1885-1886, ma la maggior parte dell'edificio fu scavata da Guido Calza alla fine della prima guerra mondiale.
All'estremità nord c'era un portico di colonne di tufo, poggianti su basi di travertino. Il muro occidentale e quello orientale erano realizzati con grandi blocchi di tufo (h. 0,53-0,66, w. 0,59) con una superficie volutamente ruvida, l'opus rusticum che è caratteristico del regno di Claudio. Questa robusta tecnica di costruzione fu scelta per dare all'edificio un aspetto imponente o per proteggerlo dagli incendi. Il muro posteriore (sud) era fatto di latericium; tutte le stanze interne (cellae), che subirono diversi rimaneggiamenti, erano disposte attorno a un cortile a forma di U, circondato da colonne di tufo con capitelli dorici in travertino. I pavimenti erano fatti di opus signinum impermeabile. L'edificio originale non aveva scale né piani superiori.
Durante il regno di Nerone, o poco dopo, furono aggiunte lunghe file di stanze a est e a sud. Anche il muro esterno delle stanze rivolte a est era fatto di grandi blocchi di tufo, ma con una superficie liscia; a superficie ruvida del muro posteriore più antico di queste stanze fu resa liscia tramite intonaco. Le pareti tra le stanze furono costruite in latericium. Le stanze avevano un soppalco. Le pareti della fila sud sono in latericium; anche queste stanze avevano soppalchi e il portico di fronte alle stanze orientali continuava di fronte alle stanze meridionali.
Durante il regno di Commodo molte stanze furono ricostruite in laterizio, e furono aggiunte delle suspensurae (pavimenti rialzati) per proteggere i beni che erano conservati da parassiti e umidità. Fu aggiunto almeno un piano, come testimoniano quattro scale, con gradini in travertino, negli angoli dell'interno. La parte nord dell'edificio fu rialzata e ricostruita, con suspensurae, sotto Settimio Severo e nel tardo periodo severiano. Da quel momento in poi l'edificio ebbe solo un ingresso stretto, al centro del muro nord. Le due scale settentrionali furono sostituite da scale a otto gradini seguite da una rampa inclinata, per facilitare il trasporto delle merci da parte dei facchini.
Pilastri e archi di sostegno in mattoni furono posizionati contro il muro esterno sud. Su via dei Molini, la strada a ovest, furono aggiunti cinque archi che attraversavano la strada; tra questi archi, due piccole stanze erano addossate al muro occidentale dell'edificio. In queste stanze è stata trovata la parte inferiore di due scale, che probabilmente erano utilizzate come scale antincendio.